# Momo Beier
Momina „Momo“ Beier (* 8. Juli 2006) ist eine deutsche Schauspielerin.

## Leben
Momo Beier wurde 2006 als Tochter der Theaterregisseurin und -intendantin Karin Beier und des Schauspielers Michael Wittenborn geboren. Sie wuchs die ersten Lebensjahre in Köln auf und zog später wegen eines beruflichen Wechsels ihrer Mutter nach Hamburg. Ab 2017 trat sie in Film- und Fernsehproduktionen auf und war unter anderem in den Kinofilmen Die kleine Hexe und Vatersland zu sehen.

## Filmografie
- 2017: Ich war eine glückliche Frau
- 2018: Die kleine Hexe
- 2019: Danowski – Blutapfel
- 2020: Vatersland
- 2021: In aller Freundschaft
- 2021: Am Ende der Worte
- 2022: Unter anderen Umständen: Mutterseelenallein
- 2023: Notruf Hafenkante – Eiskalter Engel
- 2024: Die Chaosschwestern und Pinguin Paul
- 2024: Perfekt verpasst
- 2024: Alter weißer Mann